# Ludwig Crüwell
Ludwig Crüwell (ur. 20 marca 1892 w Dortmundzie, zm. 25 września 1958 tamże) – niemiecki dowódca wojskowy z czasów II wojny światowej w stopniu generała wojsk pancernych.

## Życiorys
Następca o wiele sławniejszego generała Erwina Rommla na stanowisku dowódcy Deutsche Afrika Korps (DAK) urodził się 20 marca 1892 roku w Dortmundzie. Karierę wojskową rozpoczął w 1911 r. w pułku kawalerii. W 1912 roku został wysłany do Kriegsschule w Bad Hersfeld, skąd wrócił do swego 9 Pułku Dragonów na stanowisko adiutanta pułku. Spędził w nim większość czasu I wojny światowej, jednak wielokrotnie był kierowany do różnych jednostek piechoty, między innymi przez krótki okres dowodził kompanią. Do czasu zakończenia działań wojennych dosłużył się stopnia porucznika.
Mimo znacznego zredukowania stanu osobowego armii po I wojnie światowej pozostał w niej. Najpierw służył ponownie w swym 9 Pułku Dragonów, następnie został odkomenderowany do sztabu generalnego, a potem, w październiku 1920 r. – do 1  Dywizji Kawalerii, a w 1928 r. – do 3 Dywizji Kawalerii. W październiku 1931 r. był już majorem, w ciągu następnych trzech lat pełnił różne funkcje sztabowe. Po objęciu władzy przez Hitlera awansował w 1934, do stopnia podpułkownika, a dwa lata później – pułkownika. Na początku 1938 r. przez dwa miesiące dowodził 6.ppanc. (m.in. brał udział w aneksji Austrii), by następnie wrócić do pracy sztabowej, m.in. w Naczelnym Dowództwie Wojsk Lądowych OKH.
1 listopada 1939 r. został szefem służb kwatermistrzowskich 16 Armii, co już w grudniu ułatwiło mu awans na generała majora. W trakcie kampanii francuskiej został przydzielony do 6.Dpanc., a 1 sierpnia 1940 powierzono mu dowództwo 11 Dywizji Pancernej Na jej czele odbył kampanię bałkańską, za którą w maju 1941 otrzymał Krzyż Rycerski. Miesiąc później wziął udział w operacji Barbarossa. W składzie 38 korpusu armijnego uczestniczył w pancernym rajdzie na Żytomierz i Humań.
8 sierpnia drugie z tych miast zostało zdobyte, co pociągnęło wzięcie do niewoli 100 tys. jeńców. M. in. za te zasługi we wrześniu 1941 r. Crüwell został awansowany do stopnia generała porucznika i odznaczony Liśćmi Dębu do Krzyża Rycerskiego. Już we wrześniu otrzymał przeniesienie do Afryki, gdzie objął dowództwo Deutsche Afrika Korps. Dowodzącemu nim do tej pory gen. Rommlowi powierzono komendę na nowo utworzonym związkiem taktycznym – Grupą Pancerną Afryka. Gen. Crüwell dowodził DAK podczas walk o Tobruk, El Duda i Sidi Rezegh. Zasłużył się podczas próby zatrzymania brytyjskiej ofensywy prowadzonej w ramach operacji Crusader, kiedy jego oddział zadał Brytyjczykom poważne straty, i w grudniu 1941 r. otrzymał awans do stopnia generała wojsk pancernych. Wiosną 1942 roku zastąpił chorego Rommla w dowodzeniu Grupą Pancerną Afryka. Po jego powrocie tym razem Crüwell ciężko zachorował i został przewieziony na leczenie do Europy. Dowództwo DAK objął po nim gen. Walther Nehring. Sam Crüwell po powrocie do Afryki objął dowództwo tzw. Frontu Włoskiego, składającego się z czterech dywizji włoskich i jednej niemieckiej. Siły te pod nazwą „Gruppe Crüwell” miały w maju 1942 r. przeprowadzić atak na brytyjskie pozycje pod Al-Ghazalą.
29 maja 1942 roku gen. Crüwell na pokładzie samolotu łącznikowego wybrał się na inspekcję swoich oddziałów. Maszyna musiała przymusowo lądować na terenie kontrolowanym przez Brytyjczyków, a jej pasażer dostał się do niewoli. Pozostał w niej aż do grudnia 1947 r., po czym powrócił do Niemiec. Zmarł 25 września 1958 roku.

## Oznaczenia
- Krzyż Honorowy dla Walczących na Froncie[1]
- Krzyż Hanzeatycki Hamburski[1]
- Krzyż Żelazny
  - II klasa
  - I klasa
- Krzyż Rycerski Krzyża Żelaznego z Liśćmi Dębu
  - Krzyż Rycerski (14 maja 1941)
  - Liście Dębu (1 września 1941)
- włoski Srebrny Medal za Męstwo Wojskowe
- Odznaka za 25-letnią Służbę w Heer[1]
- Odznaka Pancerna[1]
- Opaska na ramię Afrika[1]